# Liste der Kulturdenkmale in Grundhof
In der Liste der Kulturdenkmale in Grundhof sind alle Kulturdenkmale der schleswig-holsteinischen Gemeinde Grundhof (Kreis Schleswig-Flensburg) und ihrer Ortsteile aufgelistet (Stand: 10. März 2025).

## Legende
In den Spalten befinden sich folgende Informationen:
- Objekt-ID: die Nummer des Kulturdenkmales
- Lage: die Adresse des Kulturdenkmales und die geographischen Koordinaten. Kartenansicht, um Koordinaten zu setzen. In der Kartenansicht sind Kulturdenkmale ohne Koordinaten mit einem roten Marker dargestellt und können in der Karte gesetzt werden. Kulturdenkmale ohne Bild sind mit einem blauen Marker gekennzeichnet, Kulturdenkmale mit Bild mit einem grünen Marker.
- Offizielle Bezeichnung: Bezeichnung des Kulturdenkmales
- Beschreibung: die Beschreibung des Kulturdenkmales
- Bild: ein Bild des Kulturdenkmales

## Sachgesamtheiten
| Objekt-ID      | Lage                                                         | Offizielle Bezeichnung                   | Beschreibung | Bild                             |
| -------------- | ------------------------------------------------------------ | ---------------------------------------- | --- | -------------------------------- |
| 40938 Wikidata | Holnisser Weg 9, Holnisser Weg (54° 46′ 25″ N, 9° 39′ 15″ O) | Kirche St. Marien, Friedhof und Pastorat | Kirche St. Marien mit Ausstattung, Kirchhof, Grabmale bis 1870, Kirchhofsmauer, Westertor, Südertor mit Vortreppe, Lindenkranz (Holnisser Weg); Pastorat (Holnisser Weg 9). Das Grundhofer Pastorat wurde 1749 erbaut. Es ist das älteste reine Wohnhaus für eine Pastoren-Bauernstelle in Angeln. Aktualisierung vorgesehen - Begründung: geschichtlich, künstlerisch, städtebaulich, Kulturlandschaft prägend - Schutzumfang: Kirche St. Marien mit Ausstattung, Kirchhof, Grabmale bis 1870, Kirchhofsmauer, Westertor, Südertor mit Vortreppe, Lindenkranz (Holnisser Weg); Pastorat (Holnisser Weg 9) | weitere Fotos \| Fotos hochladen |

## Bauliche Anlagen
| Objekt-ID     | Lage                                             | Offizielle Bezeichnung            | Beschreibung | Bild                             |
| ------------- | ------------------------------------------------ | --------------------------------- | --- | -------------------------------- |
| 4068          | Holnisser Weg (54° 46′ 25″ N, 9° 39′ 14″ O)      | Kirche St. Marien mit Ausstattung | Die St. Marienkirche wurde in der Mitte des 12. Jahrhunderts als spätromanische Feldsteinkirche errichtet. Im Jahre 1209 wurde sie das erste Mal urkundlich erwähnt. Alteintragung (Aktualisierung vorgesehen) - Begründung: geschichtlich, künstlerisch, städtebaulich - Schutzumfang: gesamtes Objekt - Denkmaltyp: Bauliche Anlage, Sachgesamtheit: Kirche St. Marien | weitere Fotos \| Fotos hochladen |
| 1220 Wikidata | Lundsgaarder Weg 1 (54° 46′ 42″ N, 9° 39′ 11″ O) | Gut Lundsgaard: Herrenhaus        | Das doppelstöckige Herrenhaus stammt aus dem Jahr 1779. Es gab Vorgängerbauten aus dem 15. und 16. Jahrhundert. Alteintragung (Aktualisierung vorgesehen) - Begründung: geschichtlich, künstlerisch - Schutzumfang: Alteintragung (Aktualisierung vorgesehen) - Denkmaltyp: Bauliche Anlage                                                                              | weitere Fotos \| Fotos hochladen |

## Gründenkmale
| Objekt-ID      | Lage                                        | Offizielle Bezeichnung                                                                                 | Beschreibung | Bild            |
| -------------- | ------------------------------------------- | --- | --- | --------------- |
| 23177 Wikidata | Holnisser Weg (54° 46′ 27″ N, 9° 39′ 14″ O) | Kirchhof (Kirchhof, Grabmale bis 1870, Kirchhofsmauer, Westertor, Südertor mit Vortreppe, Lindenkranz) | Der Friedhof ist um die Grundhofer Kirche herum angelegt und hatte ursprünglich die Form eines Quadrates. 1888 wurde der Friedhof erweitert, dafür wurde der nördliche Teil der Friedhofsmauer eingerissen. 1920 folgte eine weitere Erweiterung. 1922 wurde das Ehrenmal für die Gefallenen des Ersten Weltkrieges auf dem Friedhof aufgestellt, das dann 1955 mit den Namen der Opfer des Zweiten Weltkrieges ergänzt wurde. Aus der Zeit um etwa 1450 stammt die mächtige Friedhofsmauer. Sie besteht wie die Kirche aus Feldsteinen und umgibt den Friedhof von drei Seiten. Eine frühere vierte Seite wurde 1888 für eine Friedhofserweiterung abgebrochen. Es wird vermutet, dass die Anlage als Wehrmauer gebaut wurde. Auf der Innenseite der Grundhofer Friedhofsmauer und auf dem Kirchenvorplatz ist ein Lindenkranz mit 61 Bäumen angepflanzt. Das Alter der jetzigen Bäume wird auf 150 Jahre geschätzt. Der Lindenkranz ist jedoch schon im Jahre 1687 nachgewiesen. Überliefert ist auch eine Anpflanzung außerhalb der Mauer. Alteintragung (Aktualisierung vorgesehen) - Begründung: geschichtlich, Kulturlandschaft prägend - Schutzumfang: Kirchhof, Grabmale bis 1870, Kirchhofsmauer, Westertor, Südertor mit Vortreppe, Lindenkranz - Denkmaltyp: Gründenkmal, Sachgesamtheit: Kirche St. Marien | Fotos hochladen |

## Quelle
- Liste der Kulturdenkmale in Schleswig-Holstein – Kreis Schleswig-Flensburg

- Karte mit allen Koordinaten:
- OSM |
- WikiMap